# Václav Vaňka
Václav Vaňka, též Václav Vaňka šlechtic z Rodlova nebo Václav Vaňka z Rodlova, uváděn rovněž jako Václav Vanka nebo Václav Waňka (3. listopadu 1798 Praha – 27. července 1872 Praha) byl český advokát a politik, v letech 1848–1861 purkmistr Prahy, pak poslanec Českého zemského sněmu.

## Biografie
Absolvoval právnickou fakultu Karlo-Ferdinandovy univerzity v Praze. Působil pak jako fiskální úředník a od roku 1834 byl zemským advokátem, přičemž zpočátku pracoval Českých Budějovicích, pak od roku 1837 v Praze.
Jeho politická kariéra vyvrcholila roku 1848, kdy se poté, co odstoupil purkmistr Tomáš Pštross, stal nejprve provizorním a po volbách konaných 3. září 1848 i řádným starostou Prahy. Patřil ke konzervativně orientovaným českým politikům. Ve funkci se tak udržel i po porážce revolučního hnutí roku 1849. V prvních dnech svého působení v čele samosprávy hostil Slovanský sjezd konaný v Praze v červnu 1848. Následovaly svatodušní bouře, povstání v Praze, které bylo vojensky potlačeno. Odmítal revoluční radikalismus a dojednal kapitulaci města před jednotkami Alfreda Windischgrätze. V následujících měsících se snažil deklarovat loajalitu města k monarchii a státu. Poté, co byl roku 1849 rozehnán Říšský sněm v Kroměříži, musel prohlubovat kompromisy s konzervativními silami. Takzvané májové spiknutí odhalené v květnu 1849 vedlo k dalším represím státní moci proti demokratickým silám a ve městě byl vyhlášen výjimečný stav trvající až do roku 1853. Ustupovaly i pozice češtiny v úřadování obce.
V říjnu 1849 nabídl Vaňka demisi, ale nakonec starostou zůstal a podílel se na vypracování obecního řádu, který byl pro Prahu vydán 27. dubna 1850 a nově definoval volební systém a kompetence obecní samosprávy. Na základě tohoto uspořádání následně proběhly v srpnu 1850 komunální volby, které vyhrála konzervativní strana středu a Vaňka se opětovně stal starostou. Silvestrovské patenty, vydané koncem roku 1851, pak v Rakouském císařství pozastavily platnost ústavy a odložily konání voleb. V této době se Vaňka a jím vedená konzervativní elita postupně odcizovala liberálnímu proudu českého národního hnutí. Konzervativně-národní orientace Vaňkovy radnice se projevila založením městského archivu, jehož prvním archivářem se stal Karel Jaromír Erben. V tomto období také vydal další konzervativec Václav Vladivoj Tomek Dějepis města Prahy. Za Vaňka byl také na Malostranském náměstí odhalen roku 1859 Radeckého pomník.
Po obnovení ústavního života v Rakouském císařství počátkem 60. let 19. století funkci starosty opustil. Zůstal ale v politice. V zemských volbách v Čechách v roce 1861 byl zvolen ve velkostatkářské kurii za nesvěřenecké velkostatky do Českého zemského sněmu. V letech 1861–1863 zastával na sněmu funkci náměstka Nejvyššího maršálka Království českého.
V roce 1865 byl povýšen do šlechtického stavu.